# John Nicholas (Fußballspieler)
John Nicholas (* 24. Juli 1879 in Allahabad, Britisch-Indien; † 29. September 1929 in Nainago, Britisch-Indien) war ein englischer Fußballspieler.

## Sportlicher Werdegang
Nicholas spielte für den englischen Amateurklub Upton Park FC. Mit dem Klub nahm er als Vertreter Großbritanniens am olympischen Fußballturnier 1900 teil. Ursprünglich nur zu Demonstrationszwecken gedacht, wurde kein wirklicher Wettbewerb durchgeführt. So spielte der Upton Park FC gegen den Club Français Paris, zum 4:0-Erfolg steuerte er zwei Tore bei. Da die Franzosen ihr zweites Spiel gegen eine belgische Auswahl gewannen, wurde bei einer nachträglichen Aufwertung durch das IOC den Briten die Goldmedaille zugesprochen. Nicholas spielte zudem für den Slough FC und die Fußballmannschaft des Royal College of Veterinary Surgeons.

## Sonstiges
Nicholas war hauptberuflich Veterinär und diente im Royal Army Veterinary Corps zusammen mit seinem vormaligen Mannschaftskollegen Tom Burridge. Während des Ersten Weltkriegs wurde er in Fernost eingesetzt und erreichte den Rang eines Majors.
Im Jahr 1921 (oder 1922) wurde er mit dem britischen Ritterorden Order of the British Empire, dem höchsten zivilen Verdienstorden mit Ritterwürde, ausgezeichnet. Ende September 1929 verstarb er an den Folgen einer Lungenentzündung; er hinterließ seine Ehefrau Mabel und seine beiden Kinder.